# Grå småfingerört

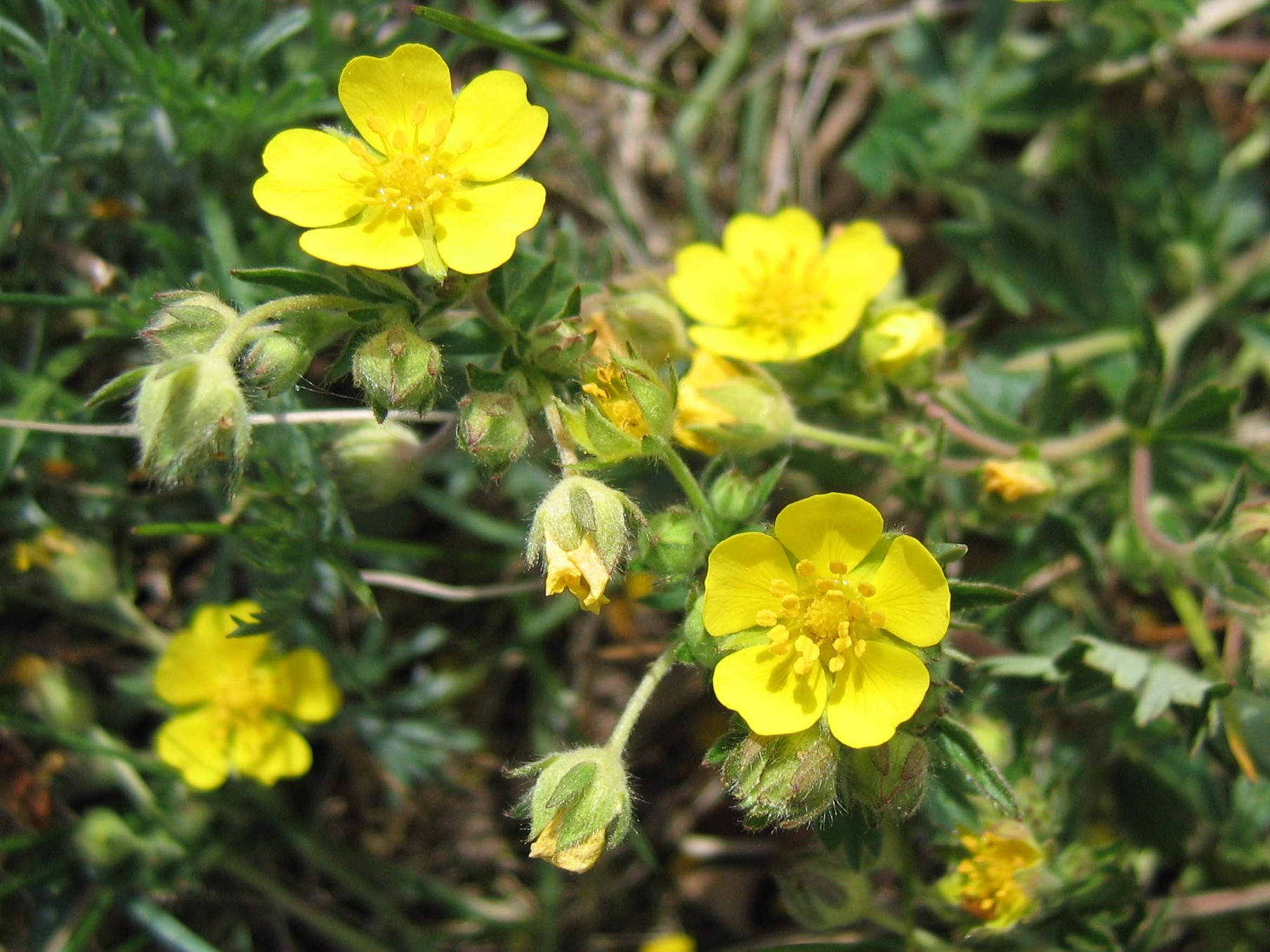
Grå småfingerört.

Grå småfingerört (Potentilla subarenaria) är en flerårig art i familjen rosväxter. Den är också känd under namnet taggsmåfingerört.
Den är ganska vanlig i södra Sverige, men oklart exakt hur vanlig, eftersom den ofta förväxlas med småfingerörten.